# Jorge Cevallos Saad
Jorge Cevallos Saad, (San Diego, 16 de junio de 1994) más conocido como Jorge Cevallos, es un piloto de automovilismo mexicano nacido en Estados Unidos.
Es piloto oficial de Escudería Telmex, y promotor de la campaña Pilotos por la Seguridad Vial.

## Trayectoria
En 2008 inicia su carrera en el Karting, obteniendo el tercer puesto en la categoría HPV-2 en el Campeonato San Diego Karting Association. Obtiene 1 victoria, 3 podios y 6 top five.
Durante el 2009 participa en el campeonato Los Angeles Kart Club obteniendo el tercer lugar en la categoría Junior y el tercero en el Campeonato Estatal en California. Aquí logra 2 victorias, 6 podios y 8 top five.
En 2010 obtiene el cuarto lugar en el Campeonato de la Federación Internacional de Karting (International Kart Federation) donde se hace acreedor a 2 victorias, 6 podios y 8 top five.
Es considerado por Jon Morley, entrenador profesional de carreras de Laguna Seca, California, como alumno destacado de la Skip Barber Racing School rompiendo los récords de velocidad de los últimos cinco años de la escuela. Durante ese año entrena en la Fórmula Renault 2.0
En el mismo año entrena en la Fórmula Renault 2.0 y clasifica a la Gran Final Nacional Rotax (México)  convirtiéndose en integrante del Equipo Mexicano para el Rotax Max Challenge World Grand Finals, en La Conca, Italia.
En 2011 inicia en la categoría de Karts con el equipo Tony Kart West, bajo el mando de Buddy Rice, ganador de las 500 Millas de Indianápolis y las 24 Horas de Daytona. En esta obtuvo 4 podios en 6 carreras.
Después gana el Pan American Qualifier Podium y el Challenge of the Americas Podium y llega al Top 10 en la Fórmula Renault 2000 (Fórmula Renault 2.0 Británica), participando de tiempo parcial en la Fórmula 2000 Latam. (LATAM Challenge Series)
Posteriormente viaja a Oxford, Inglaterra para hacer pruebas en la Fórmula 3 Británica y Fórmula Renault BARC (Hasta 2012, después British Formula Renault Championship ). Es seleccionado y comienza su entrenamiento de octubre a noviembre de 2011, para participar en el Campeonato Fórmula Renault BARC, que inicia temporada en abril en el Circuito de Snetterton, Norfolk, Gran Bretaña.
En 2012 gana el duodécimo lugar del campeonato Fórmula Renault UK de una clasificación de 39 pilotos registrados en la temporada, logrando 6 top ten de manera consecutiva. Previo al arranque del Campeonato Fórmula Renault BARC, Cevallos Saad, se une al grupo de pilotos que militan dentro de la Escudería Telmex, equipo de automovilismo deportivo.
En ese año es considerado el piloto más destacado dentro de la alineación del equipo MTech-Lite de la serie British Fórmula Renault BARC (Hasta 2012, después 2013 Protyre Formula Renault).
En 2013 obtiene el tercer lugar del campeonato Fórmula Renault UK y con la experiencia adquirida en la temporada 2012, Jorge Cevallos aumentó la apuesta para ser competitivo durante la temporada 2013 y ganar el campeonato en su segundo año de participación en la serie británica 2013 Protyre Formula Renault Championship (antes Formula Renault UK), completando un programa de entrenamientos de invierno en Estados Unidos.
En ese año ganó 4 podios, 1 victoria, 3 terceros lugares, 8 Top Five y 6 Top Ten.
Por su desempeño durante el 2013, FIA Institute Young Driver Excellence Academy, confirma la participación del piloto bajacaliforniano como único representante mexicano para el programa internacional de jóvenes talentos a la Academia de Pilotos de Elite de la FIA 2013-2014

## Vida personal y Datos de interés
Jorge Cevallos completó su educación preparatoria en la Coronado High School, en Coronado, California.
Entre sus pasatiempos se encuentra el karting, los simuladores de carreras, la música, el Turismo ecológico, la pesca, escalar, correr en la playa y el Esquí.